# Tombola

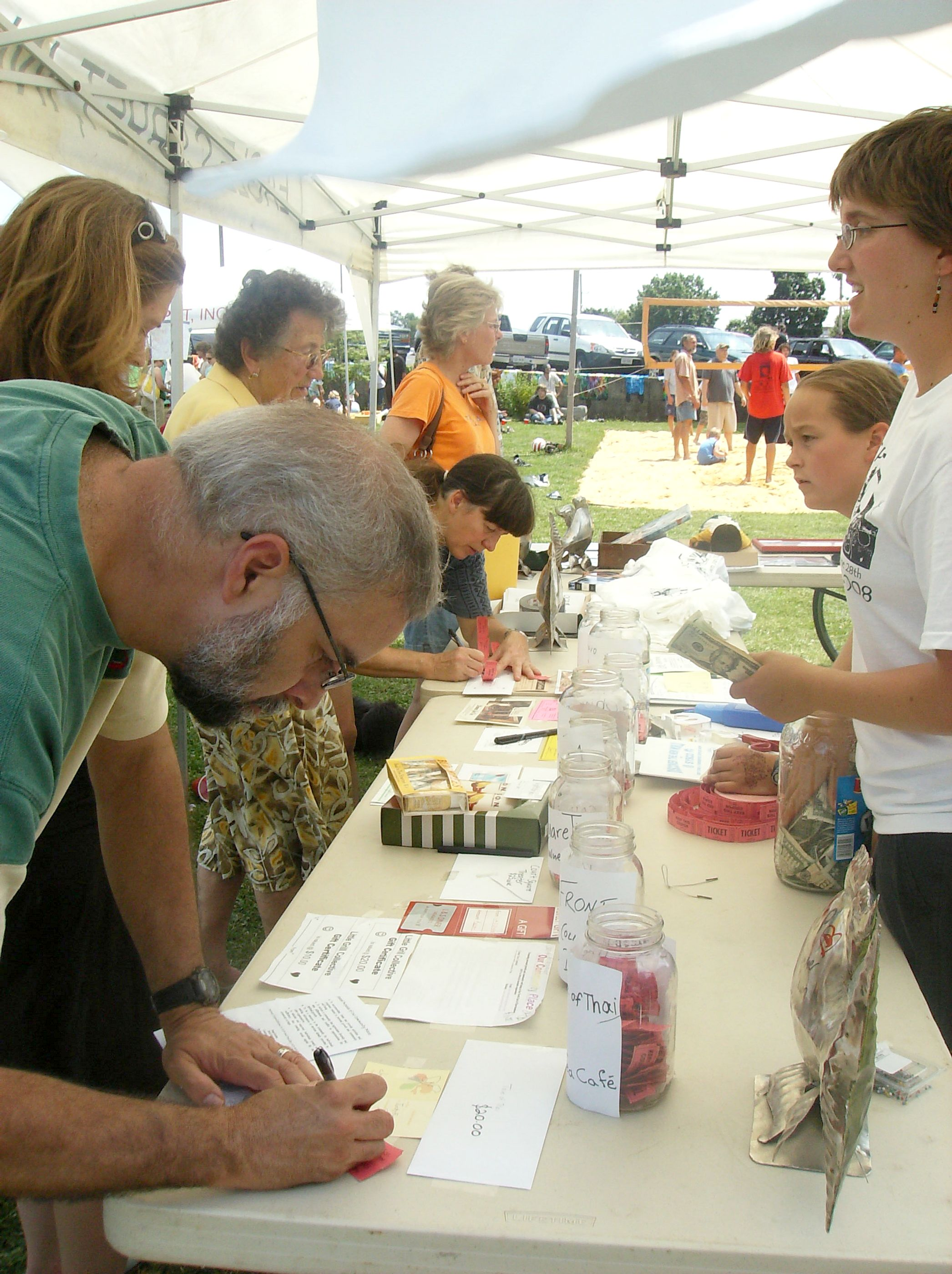
Prodej vstupenek na zahradní slavnost s tombolou (Harisburg, Virginia, USA)

Tombola je příležitostná místní loterie s věcnými cenami, obvykle sloužící k získání prostředků na nějaký obecně prospěšný či charitativní účel. Název je z italského tombolare, podle toho, že se čísla v bubnu převalují.

## Popis
Pořádá se typicky při příležitosti nějaké veřejné, spíše místní či sousedské slavnosti (obecního, spolkového plesu, zemědělské výstavy apod.) Vstupenka, kterou si účastníci koupí, je zároveň losovacím číslem a může vyhrát některou z četných cen (typicky dortů, ozdobných předmětů, nádobí, vzácnějších potravin a nápojů), které do tomboly věnovali pořadatelé a účastníci.
Tombola se liší od běžné loterie tím, že je lokální, malého rozsahu, výhry nejsou peněžité a celý výnos se použije na dobročinný účel. Protože v České republice je pořádání loterií vázáno na povolení Ministerstva financí, měli by se pořadatelé ujistit, zda jejich tombola není loterií ve smyslu zákona, a pokud je, informovat se o podmínkách pro pořádání dobročinných loterií.

## Historie
Věcné loterie pro zvané účastníky hostin a oslav se konaly už ve staré Číně a ve starověkém Římě, po Evropě se rozšířily od 15. století, hlavně jako zdroj prostředků pro obecně prospěšné investice. Ve většině evropských zemí byly buď vyhrazeny panovníkovi, anebo zakázány jako nemravné. Velký rozvoj tombol začal koncem 18. století s rozvojem občanské společnosti.
Tomboly se vyskytují v literatuře a ve filmu, slavný a velmi sarkastický pohled na tombolu při hasičském plese je ve filmu Hoří, má panenko Miloše Formana z roku 1967.